# مایکل نسمیت
مایکل نسمیت (انگلیسی: Robert Michael Nesmith؛ زادهٔ ۳۰ دسامبر ۱۹۴۲ – درگذشتهٔ ۱۰ دسامبر ۲۰۲۱) یک موسیقی‌دان اهل ایالات متحده آمریکا بود. وی از سال ۱۹۶۵ میلادی تا هنگام مرگ مشغول فعالیت بود.

## بخشی از فیلم‌شناسی
از فیلم‌ها یا برنامه‌های تلویزیونی که وی در آن نقش داشته‌است می‌توان به آثار زیر اشاره کرد.
- سر (۱۹۶۸)
- شرخر (فیلم) (۱۹۸۴)
- تیپهدس (۱۹۸۸)
- مانکیز (مجموعه تلویزیونی) (۱۹۶۶–۱۹۶۸)